# Layrac
|  | Per a altres significats, vegeu «Layrac-sur-Tarn». |

Lairac (occità) o Layrac (francès) és una població occitana situada a la Guiana. Administrativament és un municipi francès, situat al departament d'Òlt i Garona i a la regió de Nova Aquitània.
| 1962                                       | 1968  | 1975  | 1982  | 1990  | 1999  | 2007  |
| ------------------------------------------ | ----- | ----- | ----- | ----- | ----- | ----- |
| 2.569                                      | 2.635 | 2.520 | 2.800 | 2.983 | 3.149 | 3.457 |
| Des de 1962: població sense dobles comptes |       |       |       |       |       |       |

| Període   | Identitat    | Partit |
| --------- | ------------ | ------ |
| 1989-2001 | Jean Drapé   |        |
| 2001-2008 | Henry Maury  |        |
| 2008-     | Pierre Pujol |        |